# Josef Kolář (výtvarník)
Josef Kolář (15. srpna 1913 Vinohrádky – 1. června 2004) byl český malíř a grafik.

## Život a dílo
Josef Kolář se narodil 15. srpna 1913 ve Vinohrádkách u Brna. Před 2. světovou válkou navštěvoval rok Grafické speciálky Akademie výtvarných umění v Praze a po válce navázal studiem malby u Jakuba Obrovského a opět studiem grafiky u Vladimíra Silovského. V poválečném období cestoval po Evropě a Blízkém východu. Působil střídavě v Praze, Ostravě a Havířově. Jeho obrazy se pohybují od stylizovaného krajinářství, dekorativismu až k imaginativní abstrakci. Je autorem také několika mozaik, kresby v kameni pro restauraci Praha v Karviné, dekorativního závěsu pro pavilon C na ostravském výstavišti či dekorativní výmalby dvou stěn "Ostrava ve dne a Ostrava v noci" v budově Vysoké školy báňské – Technické univerzity Ostrava (součást expozic jejího univerzitního muzea).
Josef Kolář byl členem Spolku výtvarných umělců Aleš, Svazu českých výtvarných umělců a neformálního sdružení výtvarníků Karvinska Sušská paleta.